# Zuidwesthoek (Friesland)
De Zuidwesthoek (Fries: Súdwesthoeke) is een streek in het zuidwesten van de Nederlandse provincie Friesland en valt ongeveer samen met de gemeente De Fryske Marren en een deel van de gemeente Súdwest-Fryslân. Met die gemeente mag het echter niet worden verward.
De landstreek wordt begrensd door het IJsselmeer in het westen, Makkum in het noorden en Heerenveen in het oosten.
De Zuidwesthoek is sterk gericht op de stad Sneek, die aan de rand van het gebied ligt. Door door de regio lopen de autoweg N359 die Lemmer met Bolsward verbindt, en de spoorverbinding van Sneek naar Stavoren.
Het gebied kent veel toeristische voorzieningen, met name op het gebied van waterrecreatie. 
Het landschap kernmerkt zich door overgangen. Het noordwesten bestaat uit een kleiweidegebied dat bekend staan als de Greidhoek. De rest van het gebied is een (deels verdronken) veenontginningslandschap, met tientallen grote en kleine meren, waartussen pleistocene opduikingen liggen. Het gebied is waterrijk en bestaat grotendeels uit veenweiden. Ten zuidwesten daarvan bevindt zich het glooiende en deels beboste morenenlandschap Gaasterland, dat aan de vroegere Zuiderze grenst.
De Friese taal van de Zuidwesthoek valt op door het ontbreken van gebroken klinkers.